# Poyo
Poyo
 (en gallego y oficialmente Poio) es un municipio de Pontevedra y de la comarca de Pontevedra, en el noroeste de España. Cuenta con una población de 17 425 habitantes (INE 2024).

## Localización
Está localizado en la costa norte de la ría de Pontevedra, y a él se puede acceder mediante la Autopista A-9 por la salida Pontevedra (Norte) - Poyo donde se coge la PO-308 dirección Sangenjo. El municipio, colindante con Meaño, Meis, Pontevedra y Sangenjo, ofrece una rica fusión de montaña y mar.

## Geografía
Cuenta con una superficie aproximada de 33,93 kilómetros cuadrados, su pico más elevado es Monte Castrove que cuenta con 667 m s. n. m. desde el cual se divisan estupendas vistas de las rías de Pontevedra y Arosa. También destacan el Alto de Raxó y Samieira.
Poyo es una ciudad dormitorio de Pontevedra, que está creciendo bastante debido a su proximidad al centro urbano del mismo (solo el río Lérez separa los dos municipios). Especialmente la parroquia de San Salvador es la que más engorda su censo.

## Geografía humana

### Demografía
Cuenta con una población de 17 425 habitantes (INE 2024).
| Gráfica de evolución demográfica de Poyo entre 1842 y 2021                                                            |
| |
| Población de derecho según los censos de población del INE. Población de hecho según los censos de población del INE. |

### Parroquias
Parroquias que forman parte del municipio:
- Combarro (San Roque)
- Poyo (San Juan)[12]
- Rajo[12]
- Samieira (Santa María)
- San Salvador de Poyo (San Salvador)[12]

## Economía
En Poyo encontramos tres diferentes puertos: Campelo, Combarro y Raxó. A pesar de esto el turismo es la principal fuente económica, dentro del mismo municipio se puede visitar el Museo Monasterio de San Juan, el Conjunto Histórico Artístico de Combarro, y playas como las de Samieira, Raxó, Chancelas o Lourido.

### Evolución de la deuda viva
El concepto de deuda viva contempla sólo las deudas con cajas y bancos relativas a créditos financieros, valores de renta fija y préstamos o créditos transferidos a terceros, excluyéndose, por tanto, la deuda comercial.
| Gráfica de evolución de la deuda viva del ayuntamiento entre 2008 y 2014                             |
| |
| Deuda viva del ayuntamiento en miles de Euros según datos del Ministerio de Hacienda y Ad. Públicas. |

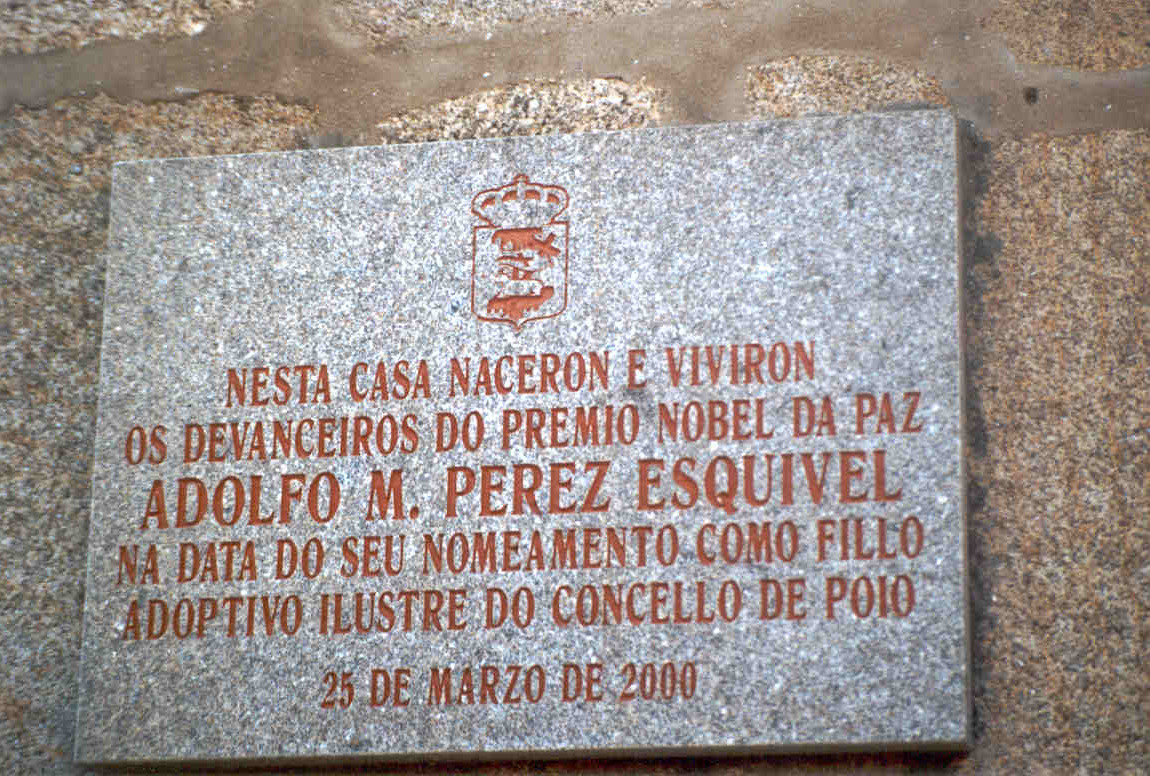
Declaración del Ayuntamiento de Poyo nombrando a Adolfo Pérez Esquivel, Premio Nobel de la Paz, como hijo adoptivo de Poyo, en la casa donde nacieron sus antepasados.

La deuda viva municipal por habitante en 2014 ascendía a 410,86 €.

## Corporación Municipal
| Resultado elecciones municipales del 25 de mayo de 2015 en Poio | Resultado elecciones municipales del 25 de mayo de 2015 en Poio | Resultado elecciones municipales del 25 de mayo de 2015 en Poio | Resultado elecciones municipales del 25 de mayo de 2015 en Poio | Resultado elecciones municipales del 25 de mayo de 2015 en Poio |
| Nombre                                                          | Votos                                                           | Votos                                                           | Concejales                                                      |                                                                 |
| --------------------------------------------------------------- | --------------------------------------------------------------- | --------------------------------------------------------------- | --------------------------------------------------------------- | --------------------------------------------------------------- |
| Bloque Nacionalista Galego                                      | 3092                                                            | 37.65 %                                                         | 7                                                               |                                                                 |
| Partido Popular de Galicia                                      | 3079                                                            | 37.49 %                                                         | 7                                                               |                                                                 |
| Partido dos Socialistas de Galicia                              | 1291                                                            | 15.72 %                                                         | 3                                                               |                                                                 |